# Neuville-près-Sées
Marmouillé era una comuna francesa situada en el departamento de Orne, de la región de Normandía, que el 1 de enero de 2016 pasó a ser una comuna delegada de la comuna nueva de Chailloué al fusionarse con las comunas de Chailloué y Marmouillé.

## Demografía
| Gráfica de evolución demográfica de Neuville-près-Sées entre 1800 y 2014 |
|                                                                          |

Los datos demográficos contemplados en este gráfico de la comuna de Neuville-près-Sées se han cogido de 1800 a 1999 de la página francesa EHESS/Cassini, y los demás datos de la página del INSEE.